# Mariano Ferreira Filho
Mariano Ferreira Filho (São João, 23 juni 1986), ook wel bekend onder zijn voornaam Mariano, is een Braziliaans voetballer die bij voorkeur als rechtsback speelt. 

## Clubcarrière
Mariano tekende in december 2011 een contract voor 4,5 jaar bij Girondins Bordeaux. Die club haalde hem voor drie miljoen euro weg bij Fluminense. Daarvoor speelde hij bij Guarani, Ipatinga, Tombense, Cruzeiro EC en Atlético Mineiro. In zijn eerste seizoen wist hij meteen een basisplaats te veroveren bij Bordeaux. Mariano speelde in 3,5 seizoen 120 competitiewedstrijden voor de club. Daarmee werd hij in die tijd, vijfde, zevende, nog een keer zevende en zesde in de Ligue 1. Ook debuteerde hij in 2012 in de UEFA Europa League in dienst van Bordeaux.
Mariano tekende in juli 2015 een contract tot medio 2018 bij Sevilla FC, de nummer vijf van de Primera División in het voorgaande seizoen. Dat betaalde circa €3.000.000,- voor hem. Hij won in het seizoen 2015/16 de UEFA Europa League met de Spaanse club.

## Erelijst
| Competitie          |            |                  |            |            |
| Competitie          | Aantal     | Jaren            |            |            |
| Fluminense          | Fluminense | Fluminense       | Fluminense | Fluminense |
| ------------------- | ---------- | ---------------- | ---------- | ---------- |
| Kampioen Série A    | 1x         | 2010             |            |            |
| Bordeaux            |            |                  |            |            |
| Coupe de France     | 1x         | 2012/13          |            |            |
| Sevilla             |            |                  |            |            |
| UEFA Europa League  | 1x         | 2015/16          |            |            |
| Galatasaray         |            |                  |            |            |
| Süper Lig           | 2x         | 2017/18, 2018/19 |            |            |
| Turkse voetbalbeker | 1x         | 2018/19          |            |            |
| Turkse supercup     | 1x         | 2019             |            |            |
| Atlético Mineiro    |            |                  |            |            |
| Kampioen Série A    | 1x         | 2021             |            |            |
| Copa do Brasil      | 1x         | 2021             |            |            |
| Campeonato Mineiro  | 3x         | 2020, 2021, 2022 |            |            |
| Supercopa do Brasil | 1x         | 2022             |            |            |